# Madžarboja
Madžarboja ili Mađarbolj (mađ. Magyarbóly, nje. Ungarischbohl, srp.: Mađarboja) je pogranično selo u južnoj Mađarskoj.
Zauzima površinu od 17,22 km četvorna.

## Zemljopisni položaj
Nalazi se u Baranji, na 45° 50' 31" sjeverne zemljopisne širine i 18° 29' 29" istočne zemljopisne dužine, nedaleko (4 km) sjeverno od granice s Republikom Hrvatskom. Najbliža naselja u RH je Luč, 6 km jugoistočno i Zeleno Polje, 7 km južno.
Pišpek je 4,5 km jugozapadno, Tapoca je 6,5 km zapadno-jugozapadno, Viljan je 2 km sjeverozapadno, Marok je 2 km sjeveroistočno, Lipovo je 5 km istočno-sjeveroistočno, Lapandža je 1,5 km južno, Lipovica je 2 km jugoistočno, Iločac je 3 km južno-jugoistočno, Breme je 6 km jugozapadno.
Kraj Madžarboje teče rječica Karašica iz smjera Viljana prema Iločcu.

## Upravna organizacija
Upravno pripada Šikloškoj mikroregiji u Baranjskoj županiji. Poštanski broj je 7775.

## Povijest
Prema kroničaru Anonymusu (notaru kralja Bele, Bele Regis Notarius) ime Boja je pripadalo plemenu Ete.
Područje je bilo naseljeno još u starom vijeku, o čemu svjedoče nalazi iz doba starog Rima.
Selo se prvi put u pisanim izvorima spominje 1287. u obliku Boyad.
Pripadalo je obitelji Bólyai, zatim obitelji Kórógyi koja je financirala gradnju mjesnog franjevačkog samostana, koji je djelovao dugo vremena.
Okolica je bila poznata po vinima i trgovini vinom u 15. stoljeću. Turska okupacija i ustanak Franje II. Rákóczija su prouzročili da je selo opustjelo.
Oko 1696., nakon turskog odlaska su se doselili Srbi.
U selo su se doselili podunavske Švabe iz Tolne između 1755. i 1830. Izgradili su prvu školu u selu i crkvu. Selo je dugo vremena bilo sjedištem evangeličke zajednice. 
Da bi se kompenzhiralo većinu njemačkog stanovništva, 1939. – 1940. su u selo došli stanovnici iz istočnih krajeva Mađarske, iz županije Szabolcs-Szatmár-Bereg, iz Vaje. Madžarboja je bila multinacionalnom sredinom prve polovice 1900-ih. 
Danas ovo selo karakterizira spori razvitak. 

## Promet
Kroz Madžarboju prolazi željeznička prometnica Viljan – Madžarboja, a u selu se nalazi i željeznička postaja, na južnom izlazu iz sela. Pruga dalje vodi u Hrvatsku prema Belom Manastiru i Osijeku.

## Stanovništvo
Madžarboja ima 1056 stanovnika (2001.). Mađari su većina. Nijemaca je 3,5%, Srba je 1,3% te Hrvata 0,3%. Rimokatolika je 47,2%, kalvinista je 27,7%, luterana 5,3%, grkokatolika 1,4%, bez vjere 9,7%, te ostalih.
U Madžarboji se nalazi srpska pravoslavna crkva. Pripada Budimskoj eparhiji Srpske pravoslavne Crkve.

### Poznate osobe
- István Iglódi (Madžarboja, 1944. – Budimpešta, 2009.), mađarski glumac i kazališni direktor, dobitnik nekoliko mađarskih nagrada

## Vanjske poveznice
- (mađ.) Magyarbóly a Dunántúli Napló cikkében  Arhivirana inačica izvorne stranice od 23. srpnja 2007. (Wayback Machine)
- (mađ.) helyi általános iskola  Arhivirana inačica izvorne stranice od 21. veljače 2009. (Wayback Machine)
- Madžarboja na fallingrain.com